# Nectarina (fruta)

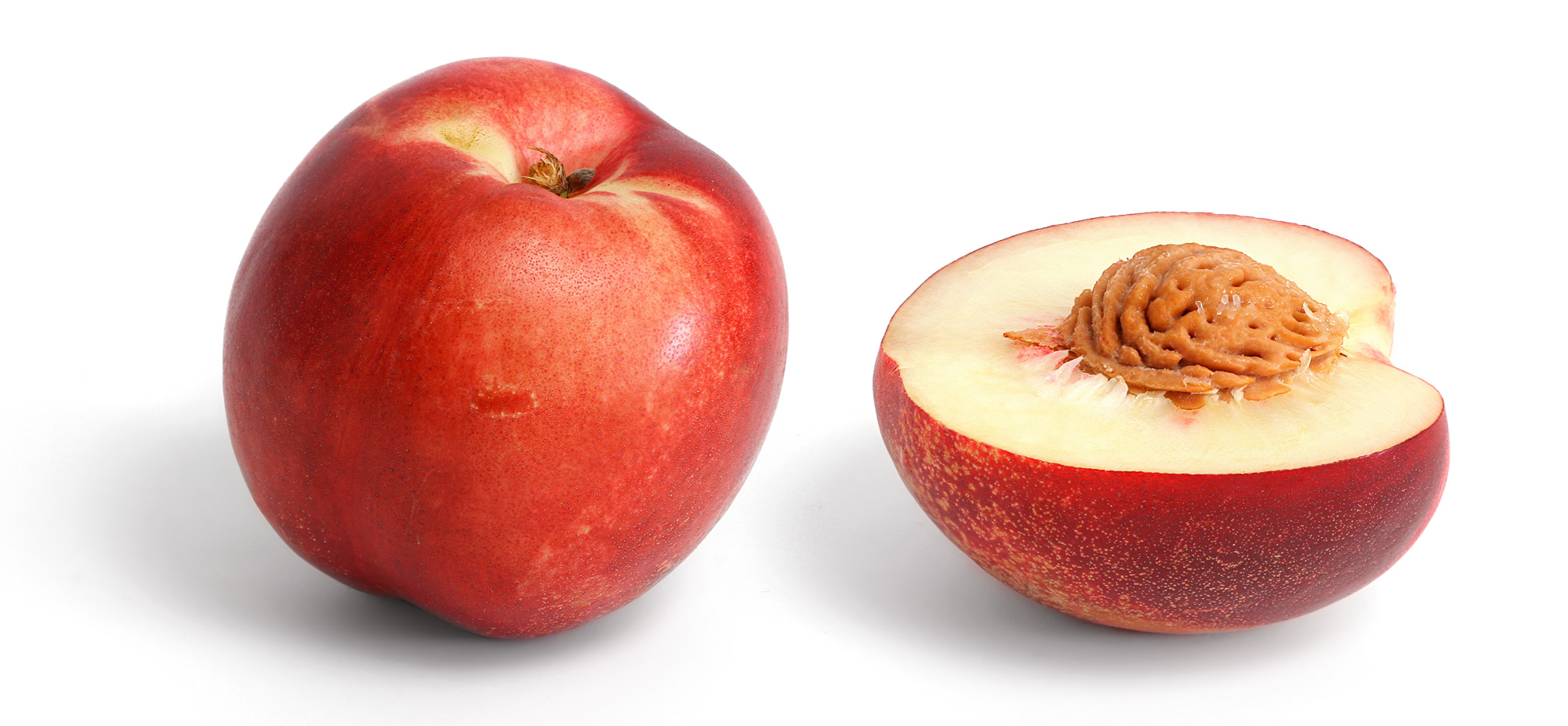
Nectarina cortada

Nectarina (Prunus persica var. nucipersica, família Rosaceae) é uma variedade de pêssego, lisa (sem pêlos), de caroço livre, sendo rica em retinol (vitamina A), niacina (vitamina B3) e potássio e, ainda, em menor quantidade, ácido ascórbico (vitamina C).
Rico em vitamina A, ajuda na proteção da vista, conserva a saúde da pele e auxilia no crescimento, além de ajudar na digestão, muito em função da Niacina existente na fruta, que também estimula o apetite. A vitamina C, encontrada na nectarina, dá resistência aos tecidos e age contra as infecções.
Embora seja bastante difundida a crença de que a nectarina seja uma fruta desenvolvida em laboratório (como combinação de material genético, enxerto, do pêssego e da ameixa), trata-se, na verdade, de uma mutação do pêssego, causada por um gene recessivo. [carece de fontes?]
É uma planta de clima temperado, produzida no sul e sudeste do Brasil, especialmente Rio Grande do Sul e São Paulo. Graças à pesquisa agronômica passou a ser economicamente viável produzi-la em regiões subtropicais. Chile e Argentina são grandes produtores da fruta na América Latina. Seu período de safra vai de outubro a novembro.